# Бащата на яйцето
„Бащата на яйцето“ – Плакат
„Бащата на яйцето“ е българско-алжирски 4-сериен телевизионен игрален филм (фентъзи) от 1991 година на режисьора Анри Кулев.
Сценарият е на Борис Христов по едноименния му роман. Оператор е Светлана Ганева. Музиката във филма е композирана от Любомир Денев.

## Серии
- 1. серия – 55 минути
- 2. серия – 51 минути
- 3. серия – 50 минути
- 4. серия – 50 минути

## Актьорски състав
| В главните роли               | Изпълнител          |
| ----------------------------- | ------------------- |
| генерал Фето                  | Наум Шопов          |
| певицата Фара                 | Оля Лечева          |
| градоначалникът полковник Йол | Ивайло Христов      |
| орнитологът Тилза             | Любен Чаталов       |
| гипсовите Атланти             | Константин Коцев    |
| инженер Норбе                 | Димитър Буйнозов    |
| генералшата Тиба              | Христина Ангелакова |
| ординарецът Ваф               | Румен Тодоров       |
| сержант Була                  | Велико Стоянов      |
| доктор Йонк                   | Георги Русев        |
| Гайо                          | Стефан Мавродиев    |
|                               | Орлин Горанов       |
|                               | Ернестина Шинова    |
|                               | Александър Донев    |
|                               | Огнян Купенов       |
| Бого                          | Боян Ковачев        |
| японецът                      | Калин Арсов         |
| военен                        | Станчо Станчев      |
| барманка                      | Наталия Трисветова  |
|                               | Лъчезар Аладжов     |
|                               | Мартина Вачкова     |

## Любопитно
Музикалните изпълнения са на:
- Йълдъз Ибрахимова
- Митко Руйчев
- Юлиян Янушев – саксофон
- Христина Ангелакова
- Теодоси Спасов – кавал
- Антон Пашов – цигулка
- Балет М
- Студио М
- детска музикална група
- Динамит Брас Бенд
- Александър Моллов- макети,

плакат